# Robert Burg
Robert Burg, eigentlich Edmund Robert Bartl (* 29. März 1890 in Königliche Weinberge, heute ein Stadtteil von Prag; † 9. Februar 1946 in Radebeul) war ein deutscher Opernsänger (Bariton) und Kammersänger.

## Leben
Robert Burg wuchs in Prag als Sohn einer Pianistin in einem musischen Elternhaus auf. Während seines dortigen Studiums der Mathematik nahm er Gesangsunterricht bei dem Bariton Hans Pokorny. Als Student wurde er 1908 Mitglied der paritätischen Burschenschaft Saxonia Prag (Rote Saxonia).
Er debütierte 1914 im Stadttheater von Aussig (Ústí nad Labem) mit der Partie des Faust in der gleichnamigen Oper von Charles Gounod. Nach weiteren Rollen am Deutschen Theater in Prag folgte 1915 ein kurzes Engagement am Stadttheater Augsburg, dem sich nach einer Spielzeit bereits die lebenslange Verpflichtung an die Dresdner Hofoper anschloss.
In den 1920er Jahren trug Burg zu der von Fritz Busch an der Semperoper hervorgerufenen Verdi-Renaissance bei.
Der Heldentenor und spätere Dessauer Kammersänger Dr. Horst Wolf, mit dem ihn bis zu seinem Tode eine enge Freundschaft verband, war in den Jahren 1926 bis 1929 in Dresden sein Schüler.
Zwischen 1933 und 1942 sang Burg bei den Bayreuther Festspielen in Parsifal den Klingsor, den Kothner in Die Meistersinger von Nürnberg und den Alberich im Ringzyklus. Er gastierte in Berlin und München sowie in Amsterdam, Budapest, Prag, Wien und Zürich, auch gab er Liederabende in sächsischen Städten.
Nach dem Ende des Zweiten Weltkriegs gab Robert Burg im Juli 1945 wieder Konzerte in Dresden und Umgebung. Am Vorabend seines 32-jährigen Bühnenjubiläums starb Burg in seiner Künstlergarderobe im Anschluss an einen Liederabend in Radebeul.